# John Hutton (écrivain)
 (novembre 2017).
Si vous disposez d'ouvrages ou d'articles de référence ou si vous connaissez des sites web de qualité traitant du thème abordé ici, merci de compléter l'article en donnant les références utiles à sa vérifiabilité et en les liant à la section « Notes et références ».
Pour les articles homonymes, voir Hutton.
Ne doit pas être confondu avec John Hutton Balfour, Jock Hutton ou John Hutton.
John Hutton, né en 1928 à Manchester, en Angleterre, est un écrivain britannique, auteur de roman policier.

## Biographie
Il fait des études au Burnage Academy for Boys (en) et à l'université du pays de Galles.
En 1979, il publie son premier roman, 29 Herriott Street. En 1983 avec son second roman, Accidental Crimes, il est lauréat du Gold Dagger Award 1983.

## Œuvre

### Romans
- 29 Herriott Street (1979)
- Accidental Crimes (1983)

## Prix et distinctions

### Prix
- Gold Dagger Award 1983 pour Accidental Crimes[1]